# Binningen
Binningen est une commune et une ville suisse du canton de Bâle-Campagne, située dans le district d'Arlesheim.

## Géographie

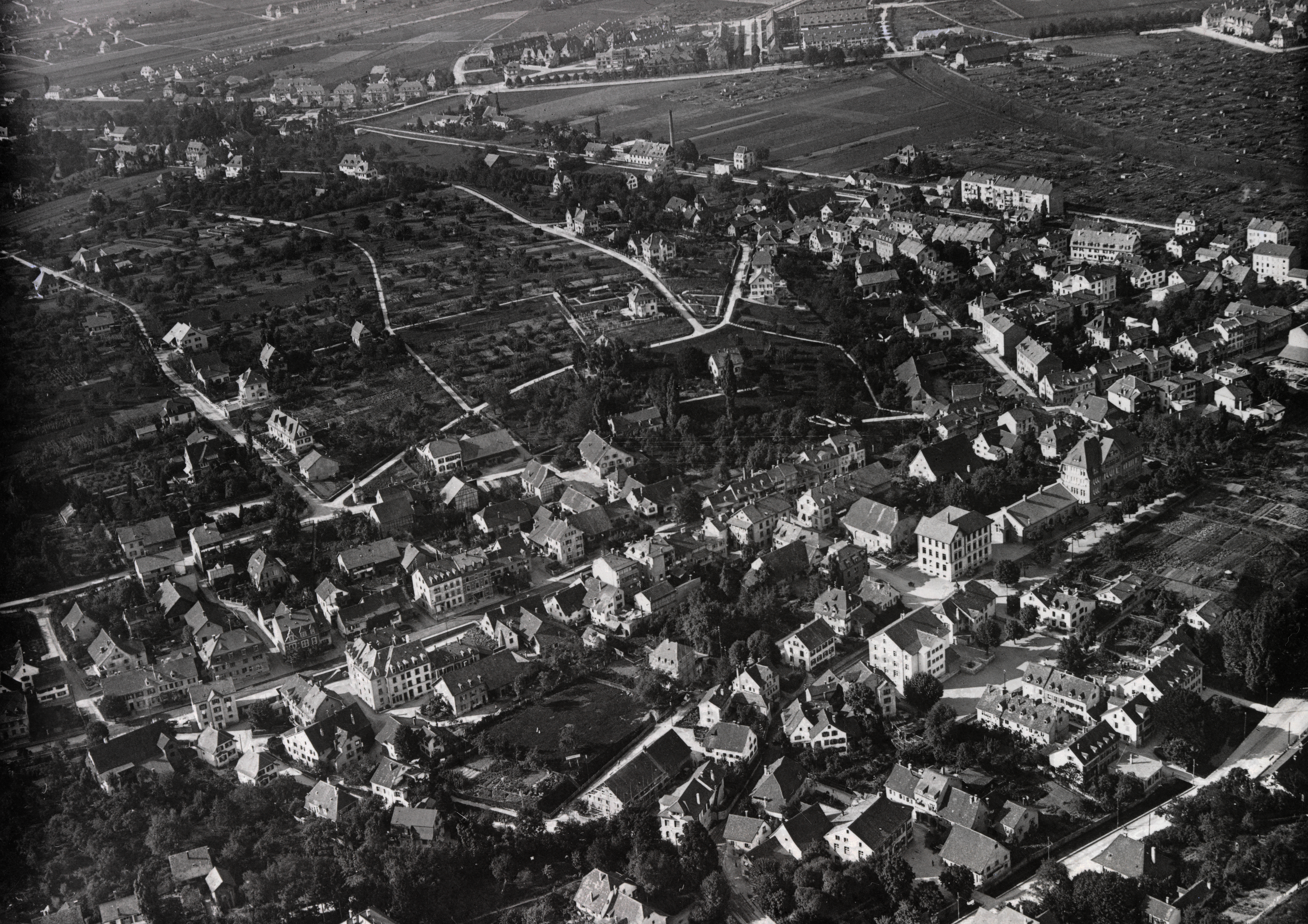
Vue aérienne de 300 m par Walter Mittelholzer (1925)

Binningen mesure 4,43 km2.

## Démographie
Binningen compte 15 631 habitants au 31 décembre 2022. Sa densité de population atteint 3528 hab./km2.

## Culture et patrimoine

### Héraldique
| Blason | Blasonnement : D'argent au pal de sable chargé de trois étoiles à six rais du champ. |

### Personnalités
- Kathrin Amacker (1962-), personnalité politique suisse
- Friedrich Salathé (1793-1858), paysagiste, dessinateur et aquafortiste, né à Binningen.
- Adolf Portmann (1897-1982), zoologiste
- Noah Okafor (2000-), footballeur professionnel né à Binningen.